# Komissàrovo
Komissàrovo (en rus: Комиссарово) és un poble del krai de Primórie, a l'Extrem Orient de Rússia, que en el cens del 2010 tenia 663 habitants. Es troba al districte rural de Khankaiski.